# Total Overdose
 (août 2013).
Si vous disposez d'ouvrages ou d'articles de référence ou si vous connaissez des sites web de qualité traitant du thème abordé ici, merci de compléter l'article en donnant les références utiles à sa vérifiabilité et en les liant à la section « Notes et références ».
Total Overdose est un jeu vidéo de tir à la troisième personne édité par Eidos Interactive et développé par Deadline Games sorti sur PC, PlayStation 2 et Xbox. Il a connu une adaptation sur PSP nommée Chili con Carnage.

## Synopsis
Ernesto Cruz un policier mexicain et agent de la DEA est assassiné à l'issue d'une mission, trahi par l'agent Johnson. Son fils, Tommy Cruz lui-même agent à la DEA décide d'enquêter et de remonter jusqu'à l'assassin en infiltrant le gang de César Morales une organisation criminelle basée à Los Toros une ville mexicaine fictive et dangereuse à 2 pas de la frontière américaine. Après avoir été blessé en mission de manière particulièrement stupide Tommy ne peut poursuivre sa mission. En désespoir de cause lui et ses compères les agents Andreasen, Piersson, Johnson et Colding décident alors sans en informer le colonel Truth de faire sortir de prison Ramiro, le frère jumeau de Tommy pour que ce dernier s'infiltre à sa place et retrouve le meurtrier de leur père. Le gros défaut de Ram est qu'il agit à sa manière et va mettre Los Toros à feu et à sang. S'ensuit un jeu basé sur l'humour.

## Liste des personnages principaux
- Ernesto Cruz : agent de la DEA mort en mission.
- Tommy Cruz : fils d'Ernesto et lui-même agent à la DEA.
- Commandant Trust : supérieur hiérarchique de Tommy.
- Ramiro Cruz : personnage central du jeu. Frère de Tommy et agent de la DEA malgré lui (surnommé El Gringo Loco).  Ramiro est une petite frappe originaire de Los Angeles, plus motivé à l'idée de voir sa peine de prison annulée que de combattre les gangs mexicains Ramiro va devoir se faire un nom dans les rues de Los Toros.
- Angel : officier de police mexicaine infiltrée dans le clan de César Morales en tant que chauffeur personnel de ce dernier et par la suite petite amie de Ram.
- Marco dit le Rat : L'informateur de Ramiro infiltré comme Angel au sein du gang de Morales ; borgne, amateur invétéré de téquila et de jeux d'argent, il vit dans une caravane dans la casse de Los Toros et rêve d'obtenir sa carte verte pour emménager aux États-Unis. Il conduit une dépanneuse et pilote son vieil avion à merveille. Après que Ramiro l'ait sauvé d'une mort certaine face aux Virgillos lui et Ram deviennent amis et se rendent mutuellement service à de nombreuses reprises. De caractère jovial et débrouillard Marco arrive toujours à dépanner Ramiro.
- Cesar Morales : Ce baron de la drogue mexicain au physique d'armoire à glace est également le chef du gang infiltré par Tommy puis Ramiro et candidat aux élections. Morales est l'ennemi juré des Virgillos qui lui vouent une haine mortelle.
- Sergent Johnson : agent de la DEA et assassin d'Ernesto.
- Général Montañez : général impliqué dans le trafic de drogue.